# Belinda Snell
Belinda Snell (Mirboo North, 10 de janeiro de 1981) é uma basquetebolista profissional australiana, medalhista olímpica.

## Carreira
Snell integrou a Seleção Australiana de Basquetebol Feminino em três edições de Jogos Olímpicos, conquistando duas medalhas de prata e uma de bronze.